# Distinctive Software
Distinctive Software, Inc. (DSI) est une société canadienne de développement de logiciels fondée à Burnaby par Don Mattrick et Jeff Sember. Elle constitue le prédécesseur de EA Canada.
Distinctive Software a été surtout connu vers la fin des années 1980 pour leurs jeux vidéo de course et de sport, distribués principalement par Accolade, entreprise avec laquelle Distinctive Software était en étroite collaboration.
En 1991, DSI a été acquis par Electronic Arts et est devenu EA Canada. Cette opération a affaibli Accolade, dont les parts de marché ont diminué.